# Писабо
Писабо (Pisabo, Pisagua, Pisahua) — находящийся под угрозой исчезновения индейский язык, относящийся к паноанской группе пано-таканской семьи языков, на котором говорит около 600 человек народа писабо, который проживает в области Матсес (между реками Бланко и Тапиче) в Перу, а также на территории Бразилии. В Бразилии народ писабо известен как майо, а их язык — как кишито (Quixito).